# Club Atlético Peñarol 2020
Questa voce raccoglie le informazioni riguardanti il Club Atlético Peñarol nelle competizioni ufficiali della stagione 2020.

## Maglie e sponsor
| Casa | Trasferta | Terza maglia |  |  |  |  |  |  |
| Manica sinistra · Manica sinistra · Maglietta · Maglietta · Manica destra · Manica destra · Pantaloncini · Pantaloncini · Calzettoni · Calzettoni | Manica sinistra · Manica sinistra · Maglietta · Maglietta · Manica destra · Manica destra · Pantaloncini · Pantaloncini · Calzettoni · Calzettoni | Manica sinistra · Manica sinistra · Maglietta · Maglietta · Manica destra · Manica destra · Pantaloncini · Pantaloncini · Calzettoni · Calzettoni |  |  |  |  |  |  |

## Rosa
| N. |                     | Ruolo | Calciatore                    |
| -- | ------------------- | ----- | ----------------------------- |
| 1  | Uruguay (bandiera)  | P     | Thiago Cardozo                |
| 2  | Uruguay (bandiera)  | D     | Fabricio Formiliano           |
| 4  | Uruguay (bandiera)  | D     | Juan Acosta                   |
| 5  | Uruguay (bandiera)  | C     | Marcel Novick                 |
| 6  | Ungheria (bandiera) | C     | Krisztián Vadócz              |
| 7  | Uruguay (bandiera)  | C     | Cristian Rodríguez (capitano) |
| 8  | Uruguay (bandiera)  | A     | Matías Britos                 |
| 9  | Spagna (bandiera)   | A     | Xisco                         |
| 10 | Uruguay (bandiera)  | A     | Facundo Torres                |
| 11 | Uruguay (bandiera)  | A     | Fabián Estoyanoff             |
| 12 | Uruguay (bandiera)  | P     | Kevin Dawson                  |
| 13 | Uruguay (bandiera)  | P     | Martín Correa                 |
| 14 | Uruguay (bandiera)  | A     | Sergio Núñez                  |
| 16 | Uruguay (bandiera)  | C     | Matías de los Santos          |
| 18 | Uruguay (bandiera)  | A     | David Terans                  |
| 19 | Uruguay (bandiera)  | C     | Joaquín Piquerez              |

| N. |                      | Ruolo | Calciatore               |
| -- | -------------------- | ----- | ------------------------ |
| 20 | Uruguay (bandiera)   | D     | Giovanni González        |
| 21 | Uruguay (bandiera)   | C     | Jesús Trindade           |
| 22 | Uruguay (bandiera)   | D     | Robert Herrera           |
| 23 | Cile (bandiera)      | A     | Christian Bravo          |
| 24 | Uruguay (bandiera)   | D     | Gary Kagelmacher         |
| 25 | Uruguay (bandiera)   | C     | Denis Olivera            |
| 26 | Uruguay (bandiera)   | D     | Rodrigo Abascal          |
| 27 | Uruguay (bandiera)   | A     | Jonathan Urretaviscaya   |
| 28 | Uruguay (bandiera)   | D     | Mathías Pintos           |
| 29 | Uruguay (bandiera)   | C     | Kevin Lewis              |
| 30 | Uruguay (bandiera)   | A     | Luis Acevedo             |
| 31 | Uruguay (bandiera)   | C     | Agustín Álvarez Wallace  |
| 32 | Argentina (bandiera) | A     | Nicolás Franco           |
| 33 | Uruguay (bandiera)   | C     | Walter Gargano           |
| 34 | Uruguay (bandiera)   | A     | Agustín Álvarez Martínez |

## Statistiche

### Statistiche di squadra
| Primera División   | 65 | 37 | 18 | 11 | 8  | 54 | 36 | +18 |
| Coppa Libertadores | 9  | 6  | 3  | 0  | 3  | 9  | 8  | +1  |
| Coppa Sudamericana | -  | 2  | 0  | 2  | 0  | 1  | 1  | 0   |
| Totale             | -  | 45 | 21 | 13 | 11 | 64 | 45 | +19 |